# 데이비드 볼티모어
데이비드 볼티모어(David Baltimore, 1938년 3월 7일 ~ )는 미국의 생물학자로, 1975년 노벨 생리의학상 수상자이다. 그는 현재 캘리포니아 공과대학교의 생물학 교수이다. 1997년부터 2006년까지 총장으로 역임했다.
볼티모어는 뉴욕 시에서 태어나 스와스모어 대학교를 1960년 졸업하였고, 록펠러 대학교에서 1964년 박사 학위를 획득하였다. 그의 나이 37살 때, 역전사효소를 발견하여 노벨상을 수상하였다.

## 같이 보기
- 볼티모어 분류